# Кіт Базиліо і мишеня Пік
«Кіт Базиліо і мишеня Пік» (рос. «Кот Базилио и мышонок Пик») — анімаційний фільм 1974 року Творчого об'єднання художньої мультиплікації студії Київнаукфільм, режисер — Константин Чикін.

## Сюжет
Цирковий кіт Базиліо - справжній задавака. Чимало клопоту завдав він своїй хазяйці - юній дресирувальниці Маші. Та дівчинці на допомогу прийшло веселе й кмітливе мишенятко Пік...

## Над мультфільмом працювали
- Режисер: Константин Чикін
- Автор сценарію: А. Баташов
- Композитор: Віктор Шевченко
- Художник-постановник: В. Сабліков
- Оператор: Анатолій Гаврилов
- Звукорежисер: Ігор Погон
- Художники-мультиплікатори: Ніна Чурилова, Олександр Вікен, Михайло Титов
- Асистенти: О. Малова, Т. Черні, Юна Срібницька, Олександр Мухін
- Ролі озвучили: Григорій Шпігель, В. Коршун, Л. Ігнатенко, Л. Козуб
- Редактор: Світлана Куценко
- Директор картини: Іван Мазепа